# Фукбрин
Фукбрин (фр. Fouquebrune) насеље је и општина у западној Француској у региону Поату-Шарант, у департману Шарант која припада префектури Ангулем.
По подацима из 2011. године у општини је живело 661 становника, а густина насељености је износила 22,91 становника/km². Општина се простире на површини од 28,85 km². Налази се на средњој надморској висини од 147 метара (максималној 207 m, а минималној 87 m).

## Демографија
| 1962. | 1968. | 1975. | 1982. | 1990. | 1999. | 2011. |
| ----- | ----- | ----- | ----- | ----- | ----- | ----- |
| 442   | 450   | 457   | 573   | 670   | 634   | 661   |

График промене броја становника у току последњих година